# The Disorderly Orderly
The Disorderly Orderly is een Amerikaanse filmkomedie uit 1964 onder regie van Frank Tashlin. Destijds werd de film in Nederland uitgebracht onder de titel Oh moeder, wat een broeder.

## Verhaal
Lewis vertolkt de rol van Jerome Littlefield, een stuntelende ziekenbroeder. Hij wilde eigenlijk dokter worden, maar door zijn neurotische identificatie-empathie lukt dat niet. Hij is niet bepaald handig in zijn beroep: op het moment dat hij zijn idool Fat Jack in een dwangbuis moet stoppen wordt hij zelf in een dwangbuis gestopt, en op het moment dat hij de tanden van een klant aan het poetsen is ziet hij dat hij zijn kunstgebit nog niet in heeft. Hij probeert graag te helpen. Hierdoor komt hij vaak in problemen met de schreeuwerige zuster Higgins, die zich ergert aan het gedrag van Jerome. Naar eigen zeggen heeft hij zelf goede oren en is het geschreeuw van Higgins dus niet nodig.
Op het moment dat Susan Andrews, die vroeger bij Jerome op school heeft gezeten, in het ziekenhuis belandt denkt Jerome dat zij de enige is die hem van zijn aandoening af kan helpen. Door het feit dat Jerome zich aangetrokken voelt door Susan, kwetst hij regelmatig zijn vriendin Julie. Op het moment dat hij er, ondanks Susans eerdere afkeuring van Jerome, eindelijk in slaagt Susan te kussen is hij genezen en hoopt hij zijn droom om dokter te worden voort te kunnen zetten.

## Rolverdeling
| Acteur            | Personage           |
| ----------------- | ------------------- |
| Jerry Lewis       | Jerome Littlefield  |
| Glenda Farrell    | Dokter Howard       |
| Susan Oliver      | Susan Andrews       |
| Karen Sharpe      | Julie Blair         |
| Kathleen Freeman  | Maggie Higgins      |
| Everett Sloane    | Mijnheer Tuffington |
| Del Moore         | Dokter Davenport    |
| Alice Pearce      | Mevrouw Fuzzibee    |
| Milton Frome      | Directielid         |
| John Macchia      | Ziekenbroeder       |
| Jack E. Leonard   | Fat Jack            |
| Barbara Nichols   | Juffrouw Marlowe    |
| Muriel Landers    | Millicent           |
| Frank J. Scannell | Milton M. Mealy     |

## Achtergrond
Het titelnummer werd gezongen door Sammy Davis jr.. Het nummer, geschreven door Earl Shuman en Leon Carr, is te horen tijdens de openingstitels.
De opnames van de film vonden plaats in Greystone Park and Mansion in Beverly Hills. De kostuums waren ontworpen door Edith Head.
De film werd niet al te positief ontvangen door critici. Howard Thompson van New York Times was in zijn recensie wel te spreken over enkele van de bijrollen, maar was van mening dat de film na ongeveer een derde van de speeltijd al door zijn beste grappen en momenten heen was.